# Amerikansk piplärka
Amerikansk piplärka (Anthus rubescens) är en liten oansenlig brunaktig piplärka i familjen ärlor. Den häckar i norra Nordamerika österut till västra Grönland och flyttar vintertid söderut i Nordamerika och vidare i Centralamerika. Fågeln är en tillfällig gäst i Europa. Den och stenpiplärka (A. japonicus) behandlades fram till 2024 som en och samma art, då under namnet hedpiplärka. 

## Utseende och läte
Amerikansk piplärka är 15–16 cm med fint streckad gråbrunaktig översida och mörka ben och näbb. Undersidan är beige till beigevit med diffus streckning. Stenpiplärkan har istället vit undersida med kraftigare svart streckning på bröstet och en rödaktig ton på benen. Dess lockläte är ett lite gnissligt "psipp" som påminner om ängspiplärkans lock och yttras ofta enstaka.

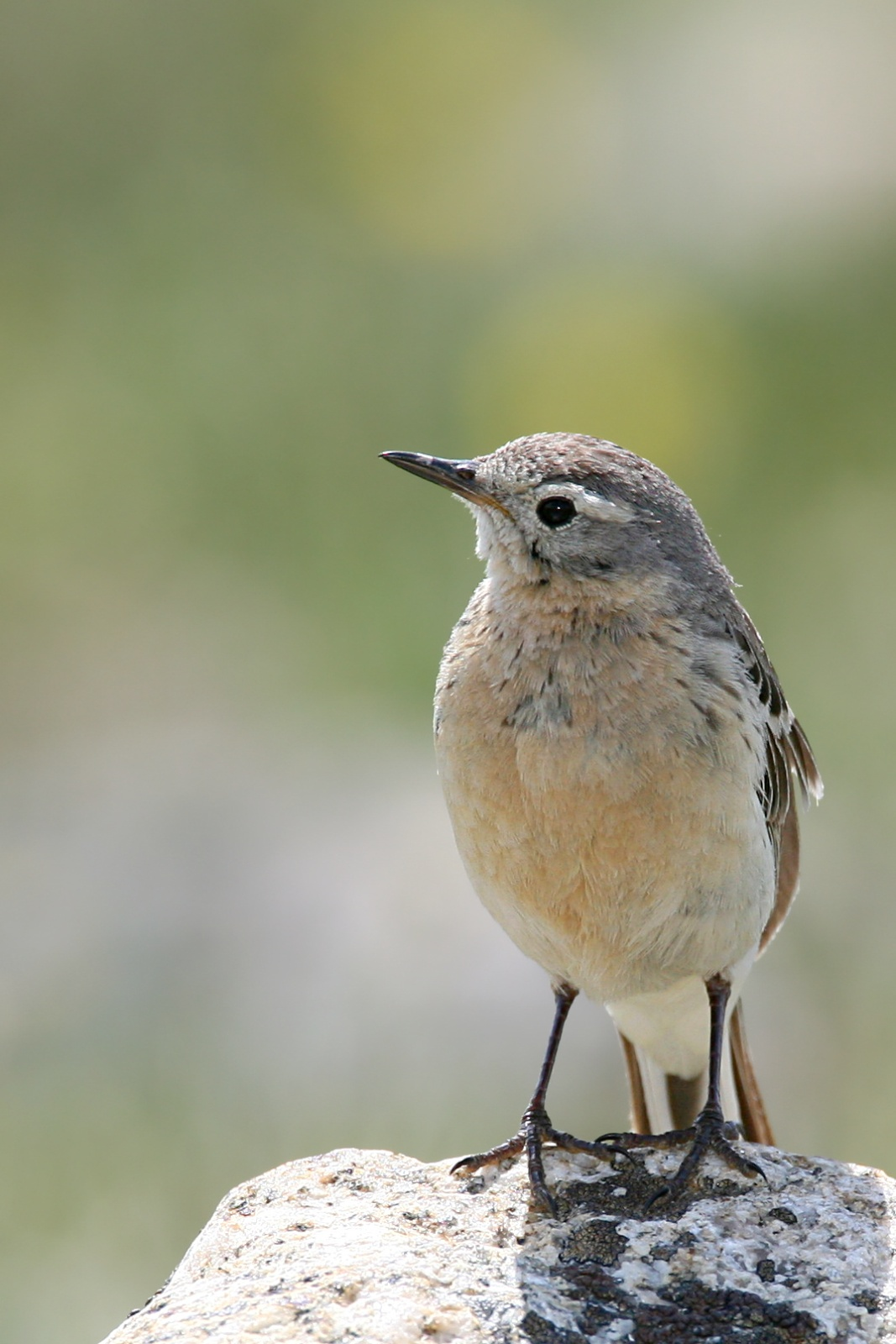
Amerikansk piplärka fotograferad i juli.

## Ekologi
Som de övriga piplärkorna är denna art insektsätare. Dess häckningsbiotop är tundra, men utanför häckningssäsongen återfinns den, i likhet med vattenpiplärka, i öppna, lätt bevuxna biotoper.

## Utbredning och systematik
Amerikansk piplärka är en flyttfågel som häckar i norra Nordamerika och i bergsområden längre söderut. Den övervintrar från Stillahavskusten och Atlantkusten i USA till Centralamerika. Dess övervintringsområde verkar ha expanderat norrut under 1900-talet i Nordamerika.
Arten delas in i två till tre underarter:
- Anthus rubescens pacificus – häckar från Alaska till Oregon; vintertid till västra Mexiko
- Anthus rubescens rubescens	– häckar i norra och östra Kanada, västra Grönland och allra nordöstligaste USA; vintertid till Centralamerika
- Anthus rubescens alticola – häckar i bergsområden från södra British Columbia till Kalifornien; vintertid till Mexiko

Underarten pacificus inkluderas ofta i rubescens.

### Förekomst utanför utbredningsområdet
Amerikansk poplärka har sällsynt påträffas under hösten i Västeuropa. I Sverige har tre fynd gjorts. Ytterligare ett fynd föreligger av en obestämd amerikansk piplärka eller stenpiplärka.

### Släktskap och artstatus
Amerikansk piplärka och stenpiplärka (A, japonicus) behandlades tidigare som en och samma art, då under namnet hedpiplärka. Birdlife Sveriges taxonomikommitté delade dock februari 2024 upp hedpiplärkan i två olika arter baserat på skillnader i genetik, läten och utseende. En studie från 2023 visar att de båda uppvisar både genetiska och lätesmässiga skillnader i paritet med andra närbesläktade piplärkor. I augusti 2024 urskilde även den internationella auktoriteten IOC stenpiplärka och amerikansk piplärka som två olika arter. Längre tillbaka behandlades den tillsammans med de närbesläktade taxonen skärpiplärka och vattenpiplärka som underarter av samma art. Genetiska studier också att de faktiskt inte är varandras närmaste släktingar, där "hedpiplärkan" är systerart till en grupp bestående av visserligen vattenpiplärka och skärpiplärka, men även ängspiplärkan.

## Status och hot
Arten har ett stort utbredningsområde, men minskar i antal, dock inte tillräckligt för att anses vara hotad. IUCN kategoriserar därför den som livskraftig. Notera dock att IUCN inkluderar även stenpiplärkan i bedömningen.